# Skyward Experimental Rocketry
Skyward Experimental Rocketry (comunemente abbreviata in Skyward, con il motto "Quo neque aquilae audent", dal latino "Dove neanche le aquile osano") è un'associazione studentesca no-profit del Politecnico di Milano, che conta più di 170 membri.
Fondata il 4 marzo 2012 da un gruppo di studenti della facoltà di ingegneria aerospaziale, ha lo scopo di mettere in pratica le nozioni teoriche acquisite durante il percorso di studi. Oggi ha l'obiettivo di progettare, creare e lanciare razzi-sonda sperimentali.
Skyward è la prima associazione studentesca di rocketry d'Italia e detiene il record nazionale avendo raggiunto un apogeo di 1500 metri su territorio nazionale (settembre 2021, Roccaraso (AQ)). Attualmente l'associazione progetta razzi-sonda con cui partecipa annualmente alla competizione europea EuRoC (European Rocketry Challange).
Come associazione studentesca, Skyward ha una presenza significativa tra futuri ingegneri ed esperti del settore. Oltre a seguire i normali corsi di laurea, i suoi membri lavorano in team su progetti reali, creando una sinergia tra le conoscenze acquisite in aula e le competenze tecniche e soft skills richieste nel mondo del lavoro. Approssimativamente il 60% dei membri frequenta la facoltà di Ingegneria Aerospaziale e il restante 40% altre facoltà, tra cui: Ingegneria Informatica, Ingegneria Elettronica, Ingegneria dell'Automazione, Ingegneria Meccanica.

## Storia
Nata nel 2011 come ASMA, acronimo di Aeronautics and Space Manufactoring Association For Experimental Rocketry, con l'obiettivo di unirsi ad ESMO (European Student Moon Orbiter), un programma creato dall'European Space Agency che si conclude nel 2012, cambia nel 2012 il proprio nome in Skyward Experimental Rocketry.
Sin dagli inizi, lo scopo dell'associazione è quello di progettare, testare e lanciare missili sperimentali autocostruiti, consentendo ai propri membri l'acquisizione di competenze specifiche mettendo in pratica le conoscenze apprese durante gli studi, nel pieno rispetto delle leggi e delle normative vigenti, prevedendo, inoltre, attività di divulgazione nell'ambito del razzimodellismo amatoriale e collaborazioni con aziende ed università del settore.
Nel 2015 Skyward organizza EASM, European Aerospace Students Meeting for Experimental Rocketry, volto al confronto e alla presentazione delle proprie attività nell’ambito aeronautico e spaziale, corredato da presentazioni e testimonianze dal mondo delle start-up innovative, delle grandi aziende nazionali e internazionali e della ricerca, a cui prendono parte: Copenhagen Suborbitals, Tu Wien Space Team, SEDS, Warsaw Rocketry Group, SCAG, MSC Software, D-Orbit, MBDA e Leaf Space

## Progetti

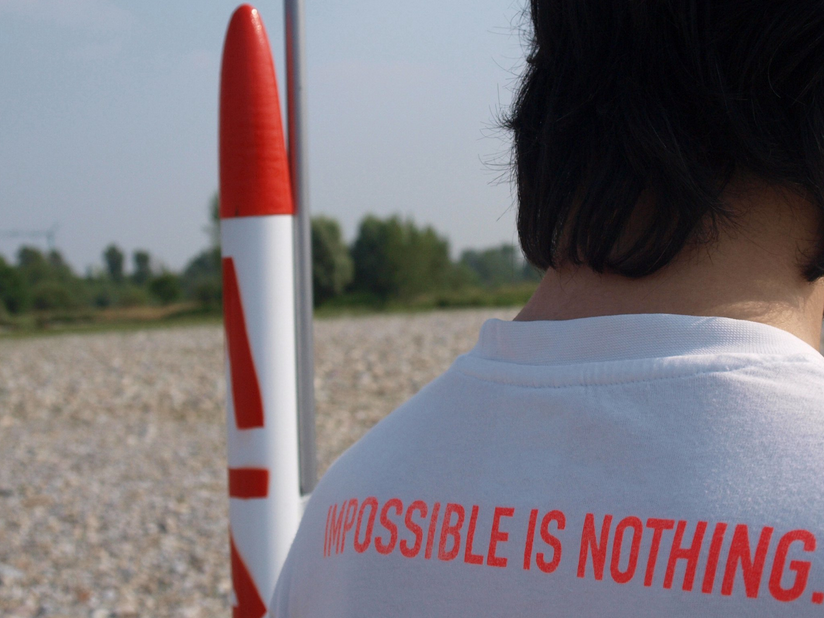
Il razzo Fe-1 in rampa

### Fe-1
Nel 2011, ASMA crea il suo primo razzo in legno con ogiva in calcestruzzo. La decisione del nome del razzo deriva dalla scelta di usare le iniziali del nome Ferdinando, collega di uno dei fondatori dell'associazione. Il suo primo e unico lancio,  effettuato nel maggio 2011, si chiude con l'esplosione del razzo sulla rampa di lancio.

### Rocksanne I-X: il primo razzo sonda
Nel Febbraio 2012, a seguito dell'incidente avvenuto al momento del lancio di Fe-1, Skyward cambia rotta, inizializzando il programma Rocksanne.
Il nome Rocksanne I-X deriva dall'unione di due parole: Rocket e Roxsanne, canzone del gruppo britannico The Police.
Il progetto prevede la costruzione di un razzo monostadio a propellente solido, con elettronica di base che analizza il comportamento in volo del velivolo durante la fase propulsiva ed inerziale. L'obiettivo del progetto è raggiungere una quota minima di 1000 metri ed effettuare il lancio e recupero senza registrare danni, verificando il funzionamento di tutti i sistemi attivi e passivi, e garantire la possibilità di riutilizzarlo.
Il progetto copre un arco di tempo di un anno e mezzo. Nel novembre del 2013, viene effettuato il primo lancio, con condizioni meteorologiche proibitive. Il lancio avviene con successo, raggiungendo 929 metri di apogeo, una velocità pari a 501 km/h, Mach 0.6 ed accelerazione massima di 6g.

#### Struttura

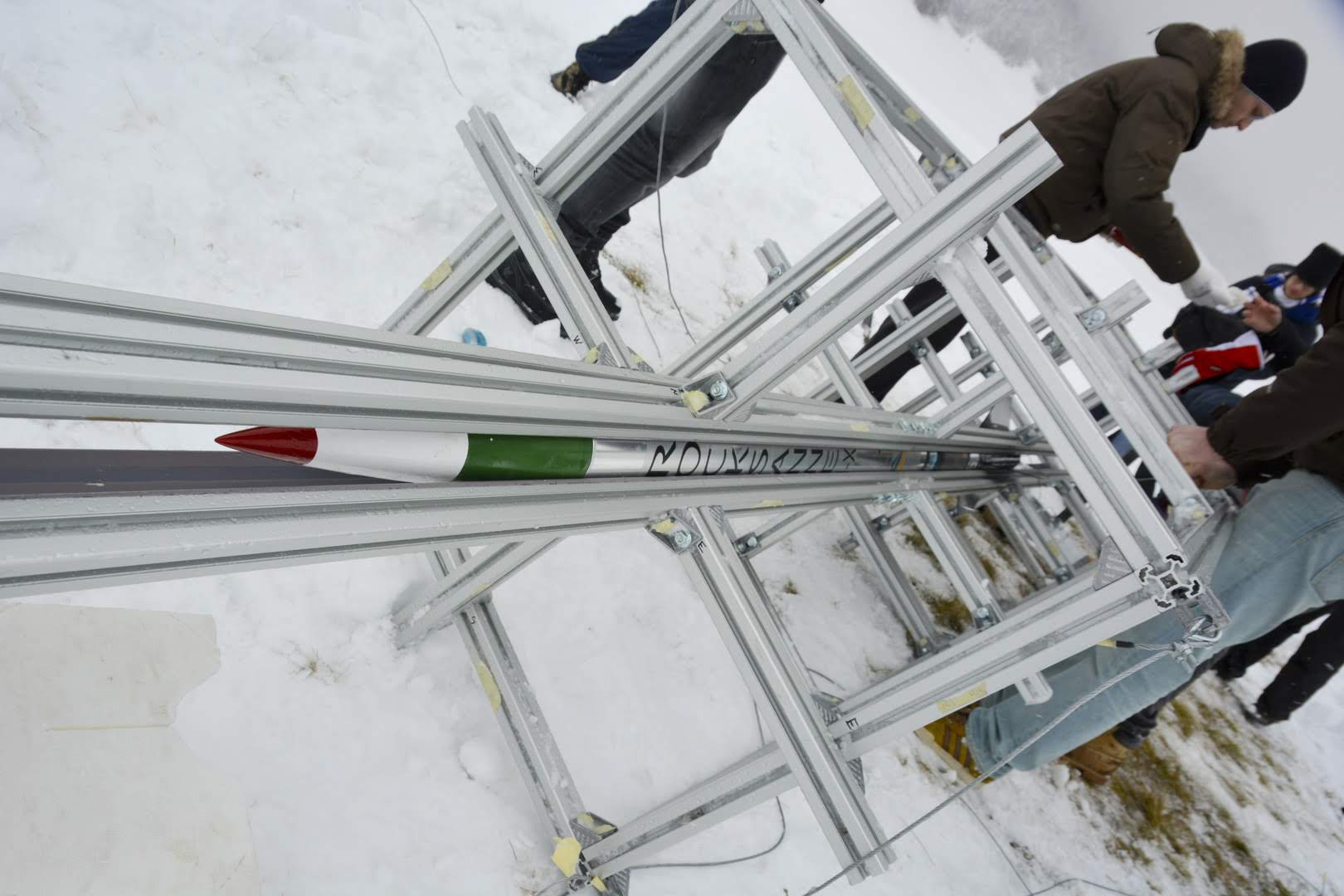
Rocksanne I-X prima del lancio

Tutta la struttura è progettata in modo da essere modulabile: vi è la possibilità di apportare modifiche ad un elemento senza dover alterare l'intera struttura del missile. La lunghezza complessiva è di quasi 200 cm con un diametro di 9 cm. I materiali utilizzati sono stati scelti per il basso costo e le proprietà meccaniche adatte alle sollecitazioni che possono subire durante il volo. La fusoliera è realizzata in PVC, così come tutti i tubi di accoppiamento che tengono unite le singole parti. L'ogiva è realizzata in vetroresina, mentre alette stabilizzatrici, dischi di centraggio e testate di chiusura delle singole parti sono in compensato di pioppo di diversi spessori.

#### Sistema propulsivo
Il sistema propulsivo è costituito da un motore a razzo a combustibile solido, soprannominato Lilith, in grado si sviluppare una spinta massima teorica di 1700 N e un impulso totale di 1400 Ns. Il tempo di combustione è 0,9 s, valore dovuto all'alto rateo di combustione del propellente. Tale propellente è costituito da nitrato di potassio (KNO3) come ossidante e saccarosio come combustibile nelle proporzioni 61,75%/33,25% rispettivamente, con 5% di HTPB. Questa scelta è legata al basso costo e alla facilità di preparazione e di stoccaggio della miscela. La massa totale di propellente è di 1,1 kg.
Tutto il motore è riutilizzabile, eccezion fatta per la carica di propellente. Il sistema di accensione è costituto da una carica pirotecnica innescata da un sistema elettrico, permettendo al propulsore di raggiungere la pressione ottimale in camere di combustione in poco tempo. L'accensione può essere comandata a distanza, aumentando le condizioni di sicurezza.

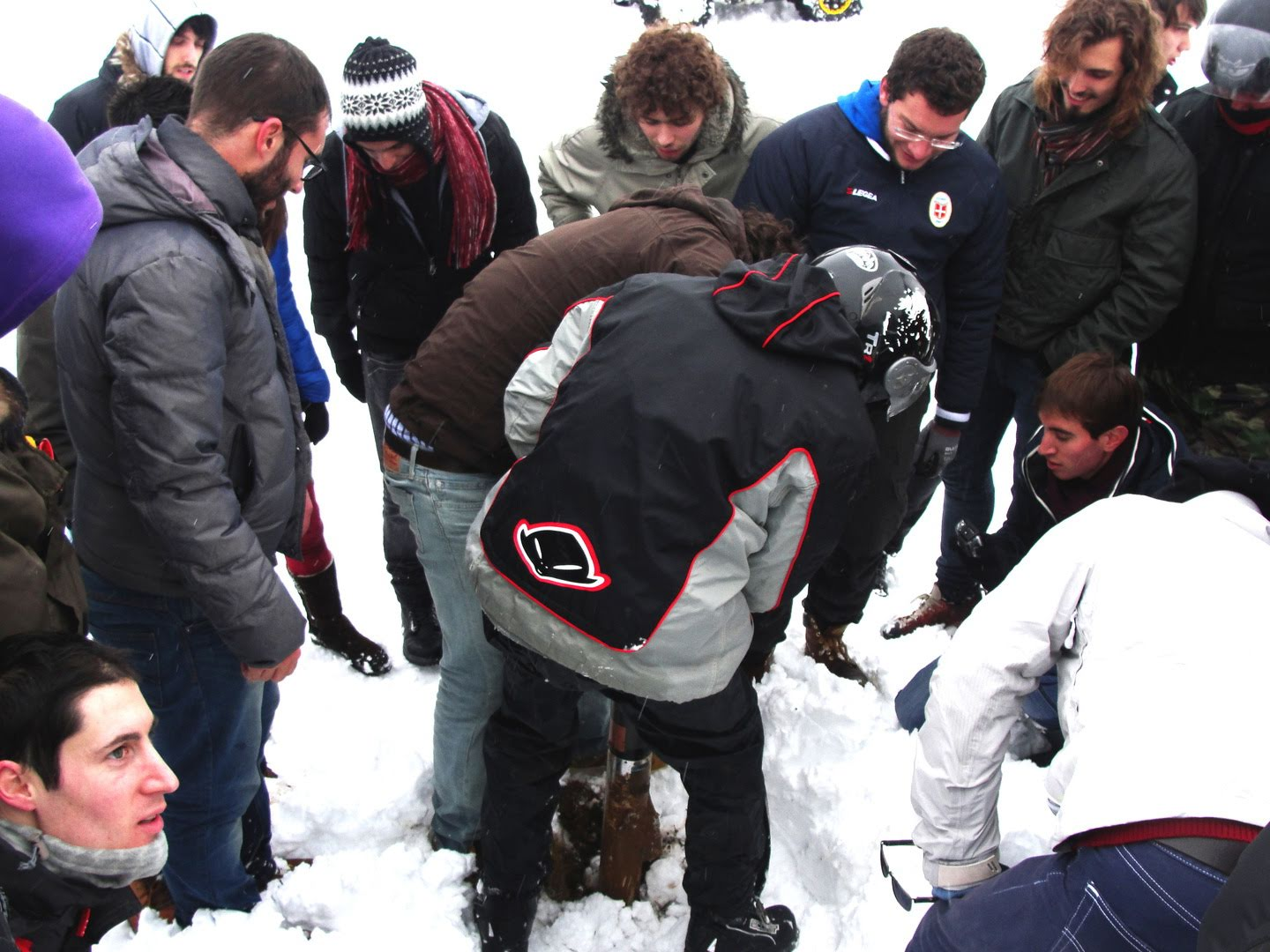
Recupero di Rocksanne I-X

#### Sistema di recupero
La configurazione del sistema di recupero prevede l'utilizzo di due paracadute:
- la prima espulsione avviene al raggiungimento dell’apogeo, causando il distacco dell’ogiva e del vano di payload e l’eiezione del paracadute pilota. Quest’ultimo decelera solo in parte la caduta del missile in modo tale da non farlo allontanare troppo dal sito di lancio a causa del vento.

- la seconda espulsione avviene ad un determinato tempo dopo l’apogeo e provoca l’eiezione del paracadute principale. Non si tratta di una vera e propria espulsione, in quanto avviene l’azionamento di un particolare sistema di sgancio pirotecnico che libera il pilota dal paracadute.

Il materiale utilizzato per la fabbricazione dei due paracadute è il nylon ripstop, che garantisce un’elevata resistenza ed un peso minimo. Le due espulsioni sono comandate da timer elettronici preimpostati azionati automaticamente al momento del lancio.

Durante la seconda espulsione, un'anomalia improvvisa non permette al paracadute principale di aprirsi, portando il razzo a schiantarsi. 

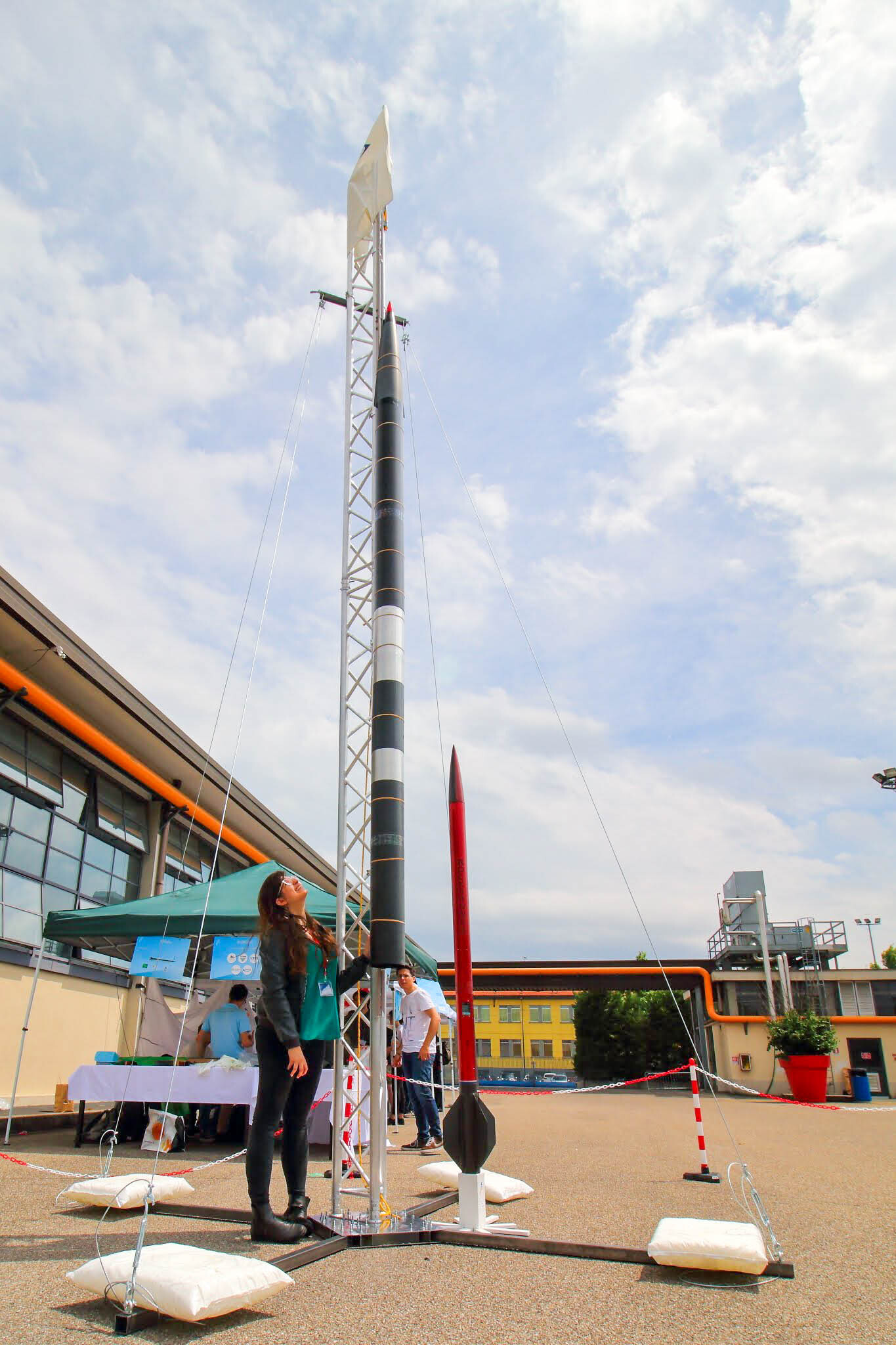
R2A e Rocksanne I-X (2014) a confronto

### Rocksanne I-X CT
Nel 2013 viene sviluppato Rocksanne I-X "Carbon Tail": una versione più leggera del Rocksanne I-X, con fincan e alette stabilizzatrici in fibra di carbonio e un meccanismo di recupero più affidabile, in grado di resistere a livelli maggiori di stress meccanico.
Nel giugno 2014, ha effettuato due lanci nominali in meno di 24 ore, raggiungendo 1100 metri di apogeo, una velocità pari a 533 km/h, Mach 0.66 ed accelerazione massima di 7g.

### Rocksanne 2-Alpha (R2A)
Nel 2015 nasce Rocksanne 2-Alpha, meglio noto come R2A, un razzo di 4,4 metri progettato con lo scopo di testare nuovi sottosistemi da installare su progetti futuri.
Il profilo di missione del lancio prevede di raggiungere un’altezza di apogeo tra i 7000 e i 10.000 metri, superare la velocità del suono e testare la resistenza dei componenti ad accelerazioni fino a 10g.
La struttura di R2A è costruita completamente in carbonio, scelta che lo rende contemporaneamente leggero e resistente. Il suo sistema di recupero consiste in due parafreni e un’ala Rogallo che, pilotata autonomamente, riporta da progetto il razzo nell'area di atterraggio, utilizzando algoritmi di riconoscimento d’immagine abbinati alla telemetria registrata durante il volo.
L’elettronica è pensata, progettata e realizzata completamente all’interno dell’associazione. Il sistema prevede una scheda madre che coordina tutti i sottosistemi del missile attraverso delle daughterboards, per sfruttare al meglio i sistemi di bordo. Il sistema di comunicazione, invece, gestisce la trasmissione e la ricezione di telemetria e comandi tramite una patch di antenna, appositamente costruite per aderire alla superficie di un razzo. Presenta un vano payload che può ospitare diversi strumenti di ricerca, fino a un massimo di 5 kg.

### Cyrano Program
Nel 2016, si pensa di ampliare l’area di interesse dell’associazione, passando dalla costruzione di un razzo-sonda, fortemente collegato all’ambiente spaziale, alla progettazione e realizzazione di un aereo-drone, di modo da suscitare un maggiore interesse verso l’ambito aeronautico.
Programma nato dalla volontà di trovare un metodo innovativo per accedere all’alta quota, progettando di realizzare tre aereo-droni con il compito di portare in quota i razzi-sonda realizzati dall'associazione, il Cyrano Program si pone come scopo la costruzione di un velivolo sperimentale radiocomandato che consentirebbe il lancio in quota della serie di razzi-sonda del programma Rocksanne. Il drone dovrebbe essere in grado di trasportare il razzo-sonda ad una desiderata altitudine, alla quale, sfruttando una manovra di richiamata, verrebbe lanciato in posizione verticale. Grazie all’aria rarefatta dovrebbe essere possibile raggiungere una quota di apogeo che, secondo le prime stime, sarebbe superiore di circa l’80% rispetto a quella raggiunta lanciando dal livello del mare. A missione completata, il drone dovrebbe ritornare verso la base, atterrando su un’aviosuperficie.
Il primo drone, la cui realizzazione è prevista per la fine del 2016,viene progettato per il raggiungimento di una quota di 6000 metri. A seguito delle prime stime, si prevede che lo stesso sfrutterebbe una configurazione canard, con due propulsori a getto e un’apertura alare di 6 metri. Grazie a un canale video in tempo reale, al controllo da remoto e a tutti i sensori necessari, è possibile pilotare il drone, garantendo gli standard di sicurezza richiesti da ENAC.
Il progetto viene lasciato in sospeso per mancanza di fondi.

### Hermes V0: il razzo della rinascita
Nel 2019, vengono sviluppati i due razzi "gemelli" Hermes V0 e Hermes V1. Hermes V0 è il primo razzo della serie di test Hermes progettato come piattaforma a basso costo per testare l'ala Rogallo e tutti i sottosistemi sviluppati per Rocksanne 2-Alpha. 
L'idea dà il via alla rinascita di Skyward, permettendo ai nuovi membri di portare avanti il progetto dall'inizio alla fine. Hermes è completato in 6 mesi di lavoro da una piccola squadra di 25-30 persone e lanciato a Roccaraso nel maggio 2019 con conseguenze balistiche a causa di un guasto al sistema di espulsione.

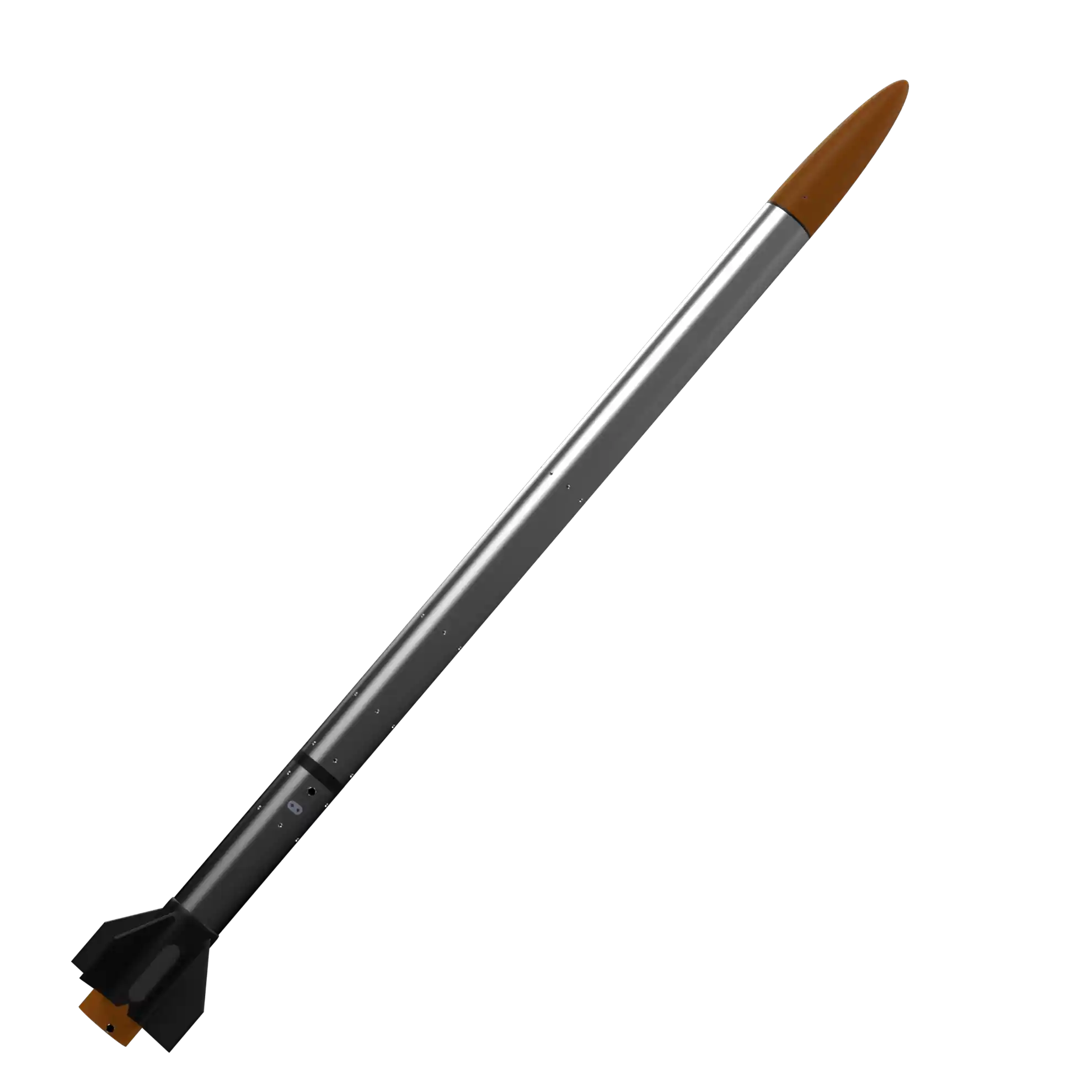
Razzo Hermes V0

#### Struttura
Hermes V0 si ispira al design di Rocksanne I-X. Presenta caratteristiche simili, come la lunghezza di circa 200 cm, il diametro di 9 cm e il peso vicino alla versione "Carbon Tail". La fusoliera è divisa in due tubi di alluminio con uno spessore di 2 mm, collegate con un tubo di accoppiamento interno: il pezzo inferiore contiene il motore a propellente solido COTS e il set di alette in PLA stampato in 3D, mentre il pezzo superiore contiene l'elettronica e i paracadute. 

#### Software
Il Software utilizzato per Hermes viene sviluppato per due distinti sottosistemi:
- il Ground Station, che monitora lo stato del razzo. Consente ai membri del team di monitorare il razzo, sia a terra che durante il volo. Lo scopo di questo software è di ricevere e decodificare i pacchetti di dati dal razzo, inviare comandi e visualizzare i dati ricevuti in tabelle, grafici o mappe.
- il OBSW, ovvero il software di bordo, installato sull'elettronica del razzo. Eseguito nel sistema elettronico interno (Death Stack) di Hermes V0, viene usato per ricevere comandi, inviare dati alla stazione di terra, registrare i dati da tutti i sensori di bordo, rilevare l'apogeo, espellere l'ogiva, comandare i thermocutters per tagliare il primo parafreno e l'ala Rogallo e, infine, controllare i servomotori collegati all'ala di Rogallo. L'OBSW utilizza Miosix, un sistema operativo real time per microcontrollori, ed è modellato usando macchine a stati gerarchiche.

#### Elettronica di bordo
Il Death Stack V1 è il primo computer di volo modulare di Skyward costruito e progettato dal dipartimento di elettronica. Presenta un microcontrollore STM32, una power board per gestire la distribuzione dell'energia da 12V LiPo e una scheda analogica con diversi sensori per recuperare i dati di volo. Le funzioni principali delle pile sono quelle di registrare i dati di telemetria e salvali su una scheda SD, rilevare l'apogeo utilizzando l'algoritmo ADA, inviare il comando per l'apertura del cono di naso e gestire il collegamento per l'invio della telemetria a terra.

#### Sistema di recupero
Il sistema di recupero è costituito da un parafreno aperto all'apogeo e da un'ala di Rogallo controllata. Il Rogallo è azionato da tre servomotori elettrici inseriti nella fusoliera, comandati dall'elettronica di bordo per guidare il razzo a terra. L'espulsione dei due paracadute viene eseguita da un Ni-Cr Wire Cutter, che, riscaldandosi, taglia le corde d'urto del parafreno ed estrae la sacca di spiegamento del paracadute principale.

#### Mission Analysis
Il lancio di Hermes V0 avviene nel piano Aremogna, presso Roccaraso (AQ), con l'obiettivo di testare l'ala di Rogallo. La missione consiste nel raggiungere una quota di circa 1500-1700 metri. Una volta raggiunto l'apogeo, il primo parafreno si dovrebbe aprire per rallentare la discesa, durante la quale si aprirebbe un secondo parafreno, l'ala di Rogallo, che rallenterebbe definitivamente il razzo fino all'atterraggio.
Durante il lancio, Hermes V0 raggiunge un apogeo di 1118 m. A causa di un guasto al sistema di espulsione, l'ogiva non si apre, ma il lancio stabilisce il record italiano di altitudine per un razzo studentesco.

### Hermes V1
Hermes V1 è l'evoluzione di Hermes V0 per testare il nuovo sistema di espulsione. È più leggero e con una fusoliera monoscocca costituita da un unico tubo in alluminio.
Viene lanciato dopo soli tre mesi di lavoro, mantenendo la maggior parte del design simile al precedente tranne l'ala Rogallo, sostituita da un più convenzionale paracadute cruciforme. Il razzo è prodotto in due prototipi identici, di cui uno lanciato con successo a Roccaraso (AQ). Il secondo lancio viene cancellato a causa del maltempo e di un bug nel computer di volo.

### Lynx: il primo razzo da competizione

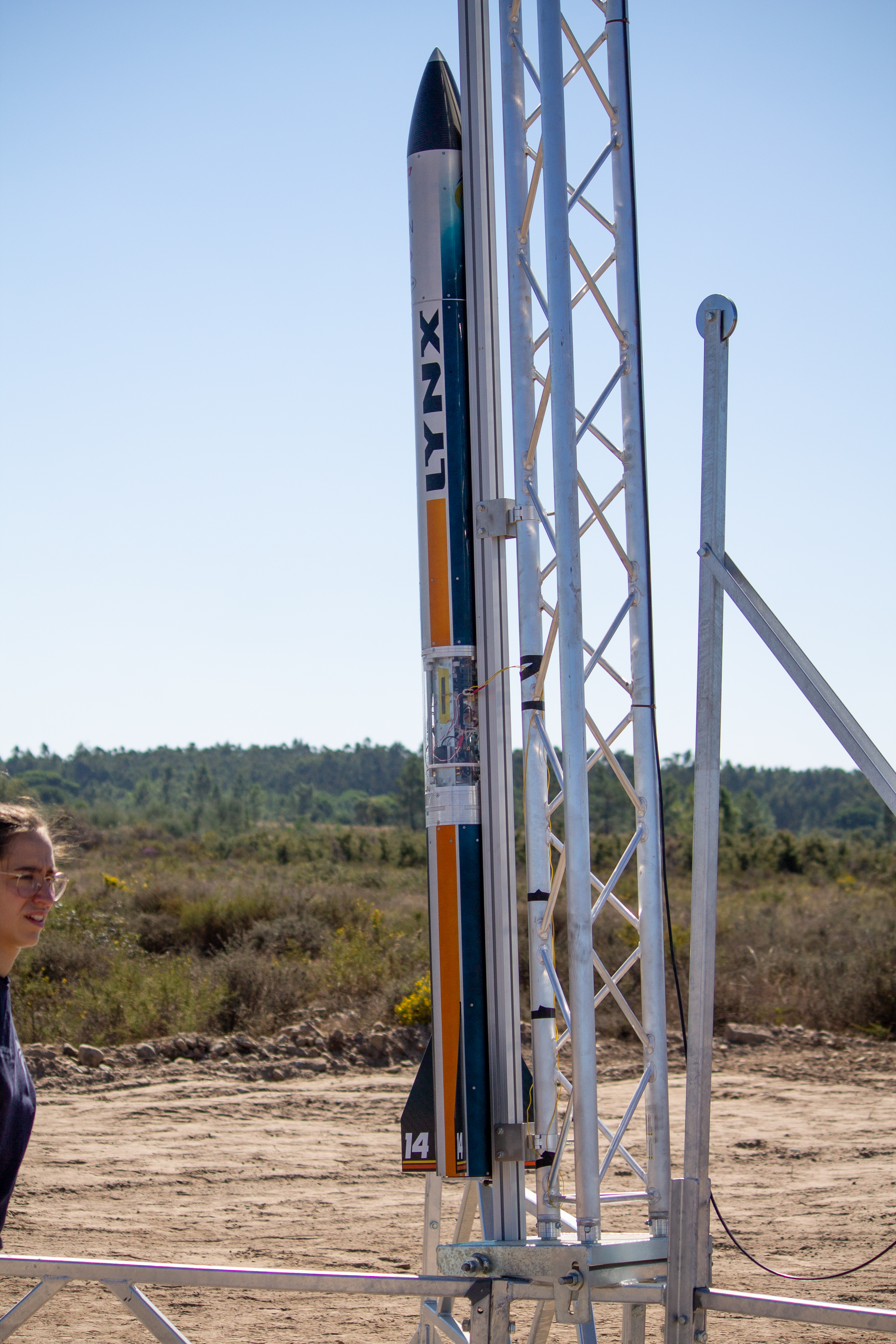
Razzo Lynx sulla rampa di EuRoC 2022

Nel 2021, viene completato lo sviluppo di Lynx, il primo razzo da competizione sviluppato e ingegnerizzato sul suolo italiano. Partecipa all'edizione 2021 dell'European Rocketry Challenge (EuRoC), in Portogallo, aggiudicandosi il secondo posto nella classifica generale e vincendo due premi: il Team Award (premio al miglior team della competizione) e il Flight Award nella categoria 3 km a combustione solida.
Lynx rappresenta un enorme passo avanti rispetto ai precedenti razzi, per via della grandezza e della maggior complessità. Raggiunge più del doppio delle altitudini dei lanci precedenti.
Effettua due voli di successo nel 2021: un volo di prova a Roccaraso (AQ) e il volo EuRoC 2021 presso la base militare di Santa Margarida in Portogallo, con un apogeo di 3076 m, appena il 2,5% fuori dall'obiettivo di 3000 m.
Anche Lynx presenta gli Aerobrakes, attivati durante il lancio ad EuRoC.

#### Struttura
Una delle peculiarità di Lynx è la facilità di assemblaggio: l'intero razzo può essere montato e predisposto al lancio in meno di due ore. Ogni sezione del razzo è collegata all'altra con una flangia di collegamento personalizzata, dimensionata per resistere ai carichi subiti durante il volo. La maggior parte della struttura è realizzata con tubi di alluminio, eccezion fatta per le alette e il nasello, in fibra di carbonio.

#### Aerofreni
Per raggiungere con precisione la quota di 3000 metri, Lynx utilizza un sistema di freni ad aria per controllare la velocità. Durante il volo, tre superfici aerodinamiche vengono espulse dall'interno della fusoliera, controllate da un complesso algoritmo di controllo in grado di prevedere quanto sarà alto l'apogeo sulla base delle misurazioni dei sensori di bordo, regolando la traiettoria in tempo reale.

#### Elettronica di bordo
Il vano dell'elettronica, con il suo peculiare design trasparente, contiene tutti i componenti per far sì che le prestazioni di Lynx siano ottimali sia a terra che durante il volo. I componenti interni sono sostenuti da tre tondini strutturali in acciaio e protetti dall'ambiente esterno da pannelli in PETG (capoliestere di polietilene tereftalato trasparente).
Al suo interno si trovano: computer di volo principale (“Death Stack”), computer di volo di riserva, batterie e videocamera. 
Il death stack è composto da quattro schede:
1. scheda “Power”, che fornisce alimentazione allo stack, agli aerofreni e ai sistemi di recupero
2. scheda "STM", cervello dello stack, ha un potente microcontrollore STM32F4 con 8 MB di RAM
3. scheda "RF + IMU", con un modulo Xbee SX868 utilizzato per inviare la telemetria a terra
4. scheda "Analogica", con un ADC e molti sensori di pressione assoluta e relativa utilizzati per misurare l'altitudine e la velocità del razzo.

La maggior parte dei componenti interni sono supportati dal “castello”, una struttura topologicamente ottimizzata realizzata con tecniche additive.

#### Software e sistema di controllo
Il software da cui dipende il death stack è stato sviluppato dai membri del team utilizzando il sistema operativo Miosix. Il codice è in grado di campionare sensori ad alta frequenza, registrare i dati su una memoria di bordo e trasmetterli a terra via radio, calcolando lo stato del razzo grazie al “Navigation System”, un algoritmo utilizzato per stimare la posizione e l'orientamento del razzo in tempo reale durante il volo. Le stime vengono immesse nell'algoritmo di controllo degli aerofreni per un controllo preciso della traiettoria.
Il software svolge anche il compito di gestire i sistemi di recupero, rilevando l'apogeo in un breve lasso di tempo e l'altitudine di dispiegamento del paracadute principale.

#### Sistema di recupero
Essendo l'obiettivo principale della missione quello di recuperare in sicurezza il razzo dopo ogni volo, per Lynx si utilizza un doppio sistema di recupero: 
- il dead stack controlla il sistema di espulsione, una valvola pneumatica azionata da un servomotore che rilascia CO2 ad alta pressione
- il computer secondario (COTS) aziona un sistema di espulsione COTS.

Lynx utilizza anche un sistema di paracadute a doppio stadio: il primo dei due viene aperto all'apogeo e rallenta il razzo fino a circa 100 Km/h. Una volta che questo raggiunge un'altitudine di circa 400 m da terra, viene tagliato e dispiegato il principale, che rallenta ulteriormente il razzo fino a 15 km/h, portandolo a terra con un atterraggio morbido.

### Pyxis

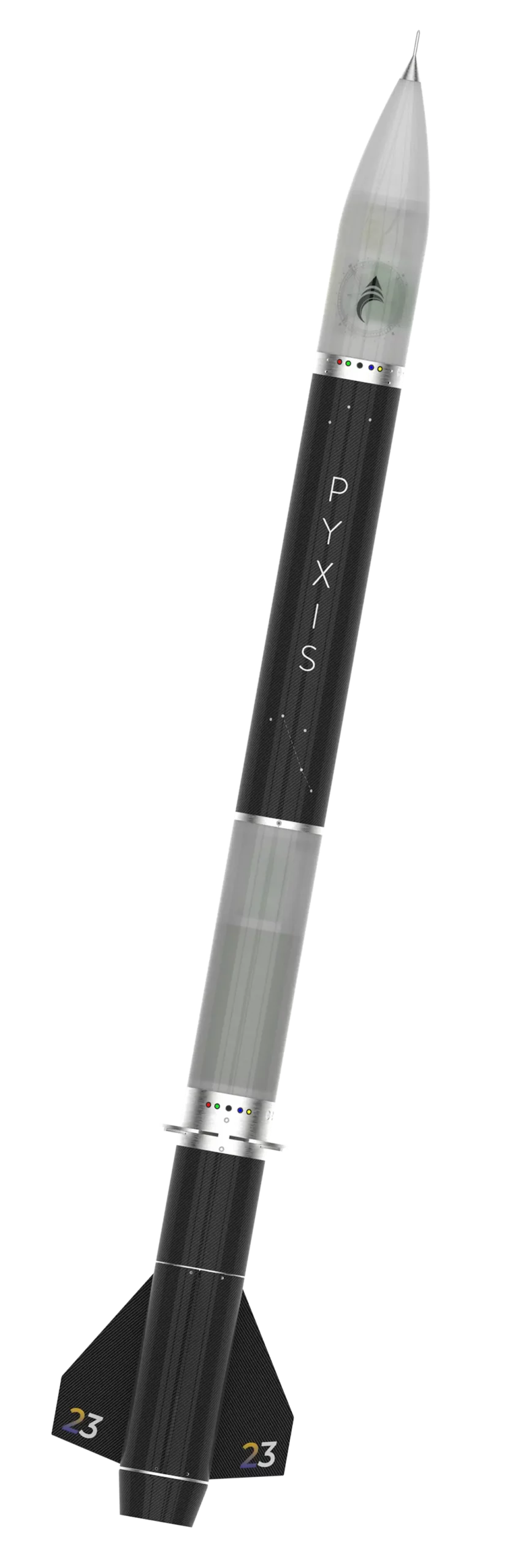
Razzo Pyxis

Pyxis è il secondo della nuova serie di razzi sviluppati per competere nell'European Rocketry Challenge in Portogallo. Il suo design presenta delle innovazioni rispetto al razzo precedente Lynx:
- payload scientifico (1U CubeSat)

- paracadute controllabile per il recupero del payload

- fusoliera in vetro e fibra di carbonio

- sistema RF avanzato

Pyxis gareggerà nella categoria "Solid COTS 3000m" di EuRoC 2022.

#### Payload scientifico
Il payload scientifico è sviluppato in collaborazione con il Liceo Scientifico “Cigna-Baruffi-Garelli” di Mondovì (CN – Italia). Gli studenti del liceo utilizzeranno e programmeranno moduli IoT innovativi per raccogliere dati durante il volo, che saranno implementati nell'elettronica, sviluppata dal Dipartimento di Elettronica. Parte di 1U Cubesat sarà utilizzata per convalidare alcuni dettagli di progettazione per i futuri razzi.

#### Paracadute controllabile
Una volta raggiunto l'apogeo stabilito, l'ogiva, contenente il payload, viene espulsa. Il suo recupero viene effettuato da un paracadute la cui discesa è controllata autonomamente da una serie di attuatori, portando l'ogiva ad atterrare nella zona desiderata.

#### Fusoliera in vetro e fibra di carbonio
Con l'obiettivo di ridurre il peso del razzo, la fusoliera è stata realizzata in fibra di vetro e carbonio.

#### Sistema di telemetria RF
La telemetria principale viene trasmessa con doppi ricetrasmettitori a diversa frequenza, progettati per ottenere dati più velocemente e maggior sicurezza. L'array di antenne ottagonali è la chiave per le comunicazioni a lungo raggio, con più antenne GPS per ottenere un fix più rapido.  La telemetria del carico utile è stata progettata per essere compatta e riempire spazio. Con banda 868 MHz, il ricetrasmettitore può essere programmato per lo streaming di dati secondo le varie esigenze, e inviare la posizione durante la discesa con un'antenna integrata nel paracadute. L'antenna GPS del payload è nascosta durante la salita, ma sarà rivolta verso l'alto dopo la separazione dell'ogiva, per un miglior contatto con i satelliti.

### Chimaera: motore ibrido
Chimæra è il primo Hybrid Rocket Engine, sviluppato e costruito da Skyward, con l'obiettivo specifico di volare su un razzo futuro. Parteciperà alla competizione EuRoC 2023 e porterà il razzo di Skyward a 3000 m di apogeo.
Il suo design sfrutta il know-how acquisito durante i test eseguiti con un motore di prova: HRE-Mini. Il propellente utilizzato è ibrido: protossido di azoto come ossidante bifasico e ABS stampato in 3D, che compone la grana del combustibile solido.
Chimæra è composto da tre sottosistemi più piccoli:
- camera di combustione, contenente il carburante e l'injection assembly

- serbatoio e sistema di alimentazione, consentendo un corretto stoccaggio e l'alimentazione dell'ossidante al motore

- sistema di accensione, che consente il funzionamento del motore

#### Camera di combustione
La camera di combustione di Chimæra contiene il gruppo di iniezione, che include una piastra di iniezione a 15 fori, l'ugello convergente-divergente in grafite e la grana ABS da 1260 g. La combustione della miscela propellente produce circa 1300 N di spinta media per 9,8 s, con un picco iniziale di 1800 N. L'impulso totale è di circa 13000 Ns mentre l'impulso specifico è di circa 200 s. La geometria del grano scelta per le prime prove è la singola perforazione circolare e la sua combustione è in grado di sviluppare una velocità di regressione media di 0,8 mm/s.

#### Serbatoio e sistema di alimentazione
Il serbatoio è costituito da un corpo cilindrico in alluminio e due coperchi filettati, contenenti il protossido di azoto a una pressione di 57,7 bar. Una valvola di sicurezza e un ugello sono collegati al coperchio superiore durante la fase di rifornimento, quando il razzo è fermo sulla rampa. La configurazione di prova prevede anche due trasduttori di pressione e una termocoppia. La linea di alimentazione è un tubo in acciaio lungo circa 100 mm e 1/2″ di diametro, sul quale è montata una servovalvola personalizzata, che permette il collegamento tra il serbatoio e la camera di combustione.

#### Sistema di accensione
Il sottosistema di accensione è costituito da un accenditore pirotecnico: un disco propellente solido a base di nitrato di potassio e sorbitolo. L'accensione del propellente avviene grazie ad un filamento incandescente di Nichel-Cromo, posto all'interno del disco propellente durante la fase di colata dello stesso e attivato a distanza. L'accensione del propellente solido genera la pirolisi del grano solido e lo sviluppo di gas caldi per avviare la combustione del motore.

## Organizzazione interna
In quanto associazione multidisciplinare e multi progetto, Skyward ha una struttura di gestione a matrice.
Nell'organizzazione a matrice, i membri sono divisi in dipartimenti che sono a loro volta organizzati in Team di Progetto. I Team di Progetto sono strutture temporanee e si formano e sciolgono in diverse fasi progettuali; i Dipartimenti sono permanenti e continuano ad esistere in tutte le fasi del progetto, anche dopo la sua realizzazione.
I dipartimenti in cui l'associazione è attualmente divisa sono sette: AFD (Dipartimento di Aerodinamica e Dinamica di Volo), ELC (Dipartimento di Elettronica), LGS (Reparto Logistica e Management), MMC (Dipartimento Multimediale e Comunicazione), PRP (Reparto Propulsione), RCS: (Dipartimento Sistemi di Recupero), STR (Dipartimento Strutture e Materiali Compositi).

### Aerodinamica
Il Dipartimento di Aerodinamica ha il compito di studiare le forze aerodinamiche e analizzare i flussi generati dai sistemi di volo progettati. Raggiunge questo obiettivo con l'uso di software CFD (Computational Fluid Dynamics) che permettono di prevedere i coefficienti di forza aerodinamica, successivamente validati eseguendo test in galleria del vento e confrontati con dati di volo “reali”. Il reparto è anche coinvolto nella determinazione delle migliori configurazioni di freni ad aria, alette, prese di pressione e tubo di Pitot, aiutando il Recovery System nella progettazione dei paracadute e dei parafoil del razzo.
La maggior parte delle simulazioni CFD viene eseguita su OpenFOAM, Altair HyperMesh e Ansys Fluent. Viene utilizzato Matlab per codificare in Python il software di post-elaborazione dei dati.
- Mission Analysis: il Mission Analysis IPT rientra nel dipartimento di aerodinamica e dinamica di volo ed è responsabile dei calcoli computazionali del razzo, come quelli relativi alla sua traiettoria e all'ottimizzazione aerodinamica, all'analisi della sensibilità, alla valutazione dell'area di rischio e alla scelta del motore. Un altro compito del dipartimento è la valutazione delle condizioni di decollo mediante simulazioni stocastiche. Il team è responsabile della manutenzione e dell'aggiornamento del repository GitHub pubblico, chiamato anche "MSA-Toolkit", in cui è archiviato tutto il codice.
- Dinamica strutturale: fondato nel settembre del 2021, l'Aeroelasticity and Structural Dynamics IPT si occupa dello studio della dinamica strutturale e del campo di aeroelasticità del razzo.

### Elettronica
Il Dipartimento di Elettronica, che comprende sub-dipartimenti quali Software e Sistemi di Controllo, si occupa della progettazione, produzione e collaudo di tutti i sistemi elettronici di bordo e di terra. Questi includono il software di controllo del razzo, i sistemi di telemetria e i sistemi di trasmissione dati. Tutto è progettato e testato internamente, dal sistema operativo agli schemi di ogni scheda. 
- Software: Il Software IPT appartiene al Dipartimento di Elettronica ed è incaricato di sviluppare sia il software di bordo che il sistema della stazione di terra che raccoglie e visualizza la telemetria durante la missione. Una delle attività principali del dipartimento è la programmazione da zero del firmware, sia per l'avionica del razzo che per il sistema informatico che controlla il dispiegamento dei freni ad aria compressa, l'espulsione del muso, il dispiegamento del paracadute e la registrazione dei dati di volo. Il software della stazione di terra è sviluppato per essere semplicemente in grado di interagire con il razzo stesso.
- Sistemi di Controllo: Il Control Systems Team è un Project Team (IPT) che appartiene al Dipartimento di Elettronica. I membri sono responsabili di progettazione, implementazione e test di algoritmi di controllo che consentono al razzo di eseguire automaticamente le azioni necessarie per una missione di successo. Le attività principali comprendono la modellazione dei sistemi sotto controllo, l'identificazione dei parametri di interesse e l'utilizzo di tali modelli per codificare algoritmi di controllo. Dopo lo sviluppo di un algoritmo, lo stesso viene ampiamente testato per garantire buone prestazioni per ogni condizione operativa del sistema, sia nei test reali che nelle simulazioni, grazie a una pipeline hardware-in-the-loop.

### Logistica
Il Dipartimento di Logistica è stato istituito per occuparsi di questioni logistiche, che includono gli affari relativi all'approvvigionamento delle risorse e al controllo organizzativo.
Il team ha il compito di assistere altri dipartimenti nella gestione dei potenziali costi, degli affari burocratici e della consulenza generale, ottimizzando il flusso di lavoro dall'idea del progetto alla realizzazione del lancio del razzo.

### Media
Il dipartimento di comunicazioni multimediali sviluppa e divulga tutti i contenuti missilistici alle varie piattaforme multimediali, promuovendo l'associazione al pubblico.

### Propulsione
Il dipartimento è responsabile della progettazione, produzione e test del motore ibrido che alimenterà il razzo dell’associazione per l'EuRoC 2023. Utilizza un motore di prova per cercare nuovi stampi per il carburante granulare e testare diversi tipi di carburante e ossidante. Il dipartimento è diviso in tre squadre:
- camera di combustione
- serbatoio e linee di alimentazione
- ricerca e sviluppo

Il lavoro del dipartimento inizia con la stesura del progetto preliminare della camera di combustione e dell'ugello, seguito dalla versione definitiva che consiste nella scrittura del codice delle simulazioni termiche, di combustione e di scarico del serbatoio, e termina con la progettazione CAD funzionale e la produzione/assemblaggio di tutti i componenti. Assemblato il motore, viene sottoposto a una serie di prove statiche per confermarne il corretto funzionamento.

### Recovery
Il Reparto di Recovery è responsabile della progettazione, della produzione e del collaudo dei sistemi incaricati di garantire il ritorno sicuro a terra del razzo o di una sua parte specifica. Produce il drogue del paracadute principale del razzo e di qualsiasi sistema di dispiegamento per l'apparato di recupero multistadio dello stesso.

### Strutture
Il Dipartimento Strutture è responsabile dell'intera progettazione e implementazione pratica del corpo del razzo. È suddiviso in una serie di sotto-team, ciascuno responsabile di un settore diverso. Ogni componente viene progettato studiandone la forma e la praticità di realizzazione. Il lavoro inizia con la progettazione dei modelli CAD 3D delle parti del razzo, per poi procedere con il loro dimensionamento tramite Analisi FEM, e terminare con il loro montaggio e collaudo.

## Premi
Premi Europei: EuRoC
- 2021 - Seconda posizione generale
- 2021 - Team Award

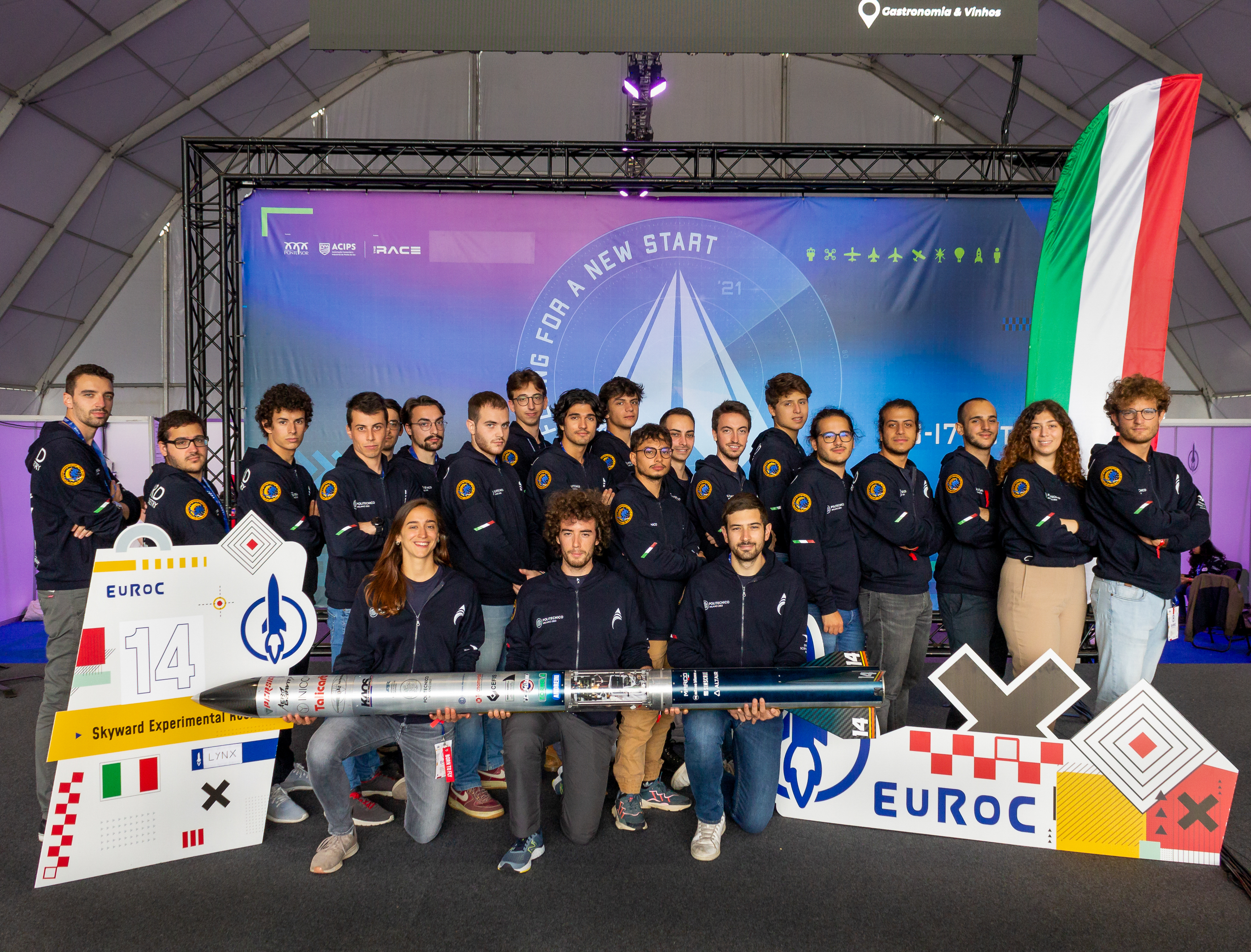
Rappresentanza Team Skyward ad EuRoC 2022

- 2021 - Flight Award per 3 km COTS Category
- 2022 - EuRoC Award (vittoria della competizione)
- 2022 - Technical Award (vittoria nella categoria miglior report tecnico)
- 2022 - 1º e 2º posto RF Award categoria miglior utilizzo frequenze e antenne
- 2023 - Technical Award (vittoria nella categoria miglior report tecnico)